# Gevolgenethiek
Gevolgenethiek of consequentialisme is een ethisch-filosofische stroming waarbij het ethisch juist handelen gekenmerkt wordt door een goed resultaat van ons handelen. Het artikel Modern Moral Philosophy (1958) van Elizabeth Anscombe introduceerde de term. Moreel goede daden worden opgevat als daden waarmee de belangen van anderen behartigd worden en waarvan zij gelukkiger worden. Een ethische theorie die geformuleerd wordt in termen van gevolgen en doelen, heet een consequentialistische of teleologische theorie.
Consequentialisme staat zowel tegenover deontologische ethische theorieën, die juist of onjuist afleiden uit de aard van de daad zelf, als tegenover de deugdenethiek die eerder kijkt naar de aard van de agent dan naar de aard of de gevolgen van de daad.  

## Stromingen

### Utilisme ofwel utilitarisme

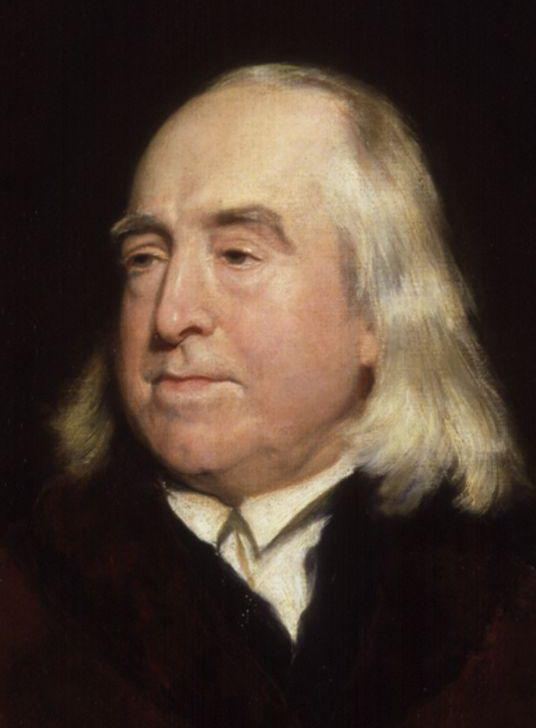
Jeremy Bentham

Een belangrijk voorbeeld van een consequentialistische theorie is het utilisme (ofwel het utilitarisme). Volgens het utilisme wordt de juistheid van ons handelen bepaald door de goede of slechte gevolgen van die handelingen.
In de meest gangbare opvatting van het utilisme wordt onder 'goede gevolgen' geluk verstaan, en onder 'slechte gevolgen' ongeluk. Dit heet geluksutilisme. Het moreel goede hierbij is de maximalisatie van geluk. Omdat iedereen zich iets anders voorstelt bij geluk, kiezen sommigen ervoor om als criterium van geluk niet het geluk van mensen zelf te nemen, maar de voorkeuren die zij hebben. Dit heet voorkeursutilisme. Een voordeel hiervan is dat we niet hoeven te bepalen wat voor een ander 'geluk' is.
Het utilitarisme is ontwikkeld door David Hume (1711 - 1776) en Jeremy Bentham (1748 - 1832) en later in de 19e eeuw verder beargumenteerd door John Stuart Mill (1806-1873). Er bestonden overigens  al zeer aanzienlijk vroeger filosofische stromingen, waarvan de kern van de leer gevormd werd door utilitarisme. Tijdens de bloeiperiode van de klassieke Chinese filosofie (500 v. Chr. – 250 v. Chr.) was het mohisme een belangrijk voorbeeld daarvan.

## Kritiek
Een voordeel van het utilisme is dat het een duidelijk criterium geeft om te kunnen beoordelen wat moreel goed is. Een nadeel is dat het alleen de gevolgen zijn die een handeling moreel goed maken. In het dagelijks leven hebben morele regels (bij uitbreiding wetten, gedragsregels, ...) minstens een even grote morele autoriteit. Velen zijn geneigd om bepaalde morele regels als dwingender te ervaren dan de mogelijke gevolgen van een daad. De consequentialisten pareerden deze kritiek door een regelutilitarisme uit te werken. 
Naast morele regels, hebben consequentialisten het ook moeilijk met de morele kwalificatie van deugden, beloften, intenties of rechten. Sommigen menen ook dat een daad een intrinsieke morele waarde kan hebben. Consequentialisten schuiven dit alles aan de kant en kijken enkel nog naar de morele gevolgen van een daad. 
Bovendien is het consequentialisme en meer bepaald het utilitarisme vaak bekritiseerd omwille van haar morele calculus. Critici beweren dat ethisch handelen iets anders veronderstelt dan het optellen van de morele kwaliteit van de gevolgen. Bovendien is deze "berekening" in praktijk haast niet uitvoerbaar. 
Daarmee hangt samen dat het consequentialisme geen praktische richtlijnen geeft over hoe de mens zou moeten handelen in morele (dilemma)situaties. Nochtans lijkt precies dit de bedoeling van elke ethische theorie.

## Filosofen
De belangrijkste filosofische auteurs binnen de gevolgenethiek zijn Elizabeth Anscombe, Jeremy Bentham, Niccolò Machiavelli, John Stuart Mill en Henry Sidgwick.